# Sona (Plansprache)
Sona ist eine von dem Engländer Kenneth Searight geschaffene und in einem 1935 veröffentlichten Buch beschriebene Plansprache.

## Entstehung und Einflüsse
Searight schuf Sona als Antwort auf den Eurozentrismus der damals verbreiteten Plansprachen wie Esperanto und Ido. Gleichzeitig wollte er es vermeiden, eine Sprache a priori zu schaffen, da die entsprechenden, zu seiner Zeit bekannten Projekte wie Solresol oder Ro unpraktikabel in Erwerb und Anwendung waren. Searight opferte demnach die Vertrautheit von Grammatik und Wortschatz zugunsten einer gewissen Universalität, ohne jedoch auf elementarste Grundsätze zu verzichten, die rund um den Globus in Sprachen angewendet werden. Ein Beispiel hierfür ist die Wortzusammensetzung als Mittel zur Wortbildung: Aus so für Sprache und na für neutral ergibt sich der Name der Sprache Sona (neutrale Sprache).
Die Sprache trägt Einflüsse des Persischen, Türkischen, Arabischen, Russischen, Chinesischen und Japanischen. Zudem gibt es Einflüsse des Englischen.

## Wortbildung
Sona besteht aus 360 Grundwörtern, darunter 360 Radikalen und darunter wiederum 15 Partikeln, aus denen die Bildung eines brauchbaren Wortschatzes möglich sein soll. Die Sprache ist, wie das Japanische, agglutinierend (siehe unten bei rako) und weist wie das Chinesische (und teilweise auch das Englische) eine stark isolierende Tendenz auf, wie bei den Katze/Ratte-Beispielen ersichtlich.
Der Grundwortschatz besteht aus 375 ein- oder zweisilbigen Radikalen oder Lexemen, die von Searight als „Ideogramme“ bezeichnet werden. Jedes Radikal drückt eine Grundidee aus. Diese werden zu Wörtern und Sätzen zusammengefügt:
pa (ernähren, nähren, Brot)
ra (Mann, männlich)
para (Vater)
ra (Mann)
ko (Kind)
rako (Junge)
to (vergehen, Jahr, Indikator für Vergangenheit)
re (gerade, Linie, lang)
no (fahren, Fahrzeug)
toreno (Zug)
dan (Geld, Wert)
(y) (Füllvokal)
a (Ort, Ortsuffix)
danya (Bank)
Wörter setzen sich aus Radikalen in aufsteigender Reihenfolge ihrer Bedeutung zusammen. Das heißt, ein Radikal als Präfix erhält eine beschreibende Funktion:
su (Wasser, Flüssigkeit)
Ru (Bewegung)
rusu (Fluss)
suru (fließen, Fluss)

## Textbeispiele
- xe den jan = Die Katze beißt die Ratte.
- jan den xe = Die Ratte beißt die Katze.
- xe ru = Die Katze geht weg.
- an na sa laba ci Ruso = Sie spricht die russische Sprache nicht.

ranjosi jolen (Vaterunser)